# MTV Video Music Awards 2002
Gli MTV Video Music Awards 2002 sono stati la 19ª edizione dell'omonimo premio. La cerimonia si è tenuta il 29 agosto 2002 e si è svolta presso il Radio City Music Hall di New York.
Lo spettacolo è stato condotto da Jimmy Fallon.

## Cerimonia
I protagonisti della serata sono stati: Eminem, che ha cantato e ha sbancato aggiudicandosi 4 statuette, tra cui anche quella per il Video dell'anno; Avril Lavigne che ha cantato, introdotto un premio e si è aggiudicata la prima statuetta della sua carriera per il Miglior nuovo artista e Britney Spears e Michael Jackson che hanno creato qualche polemica.

### Polemica per ilMillennium Awarddi Michael Jackson
La cantante, data la ricorrenza del compleanno di Jackson, ha infatti introdotto sul palco il Re del Pop come "l'artista del millennio" dopodiché Jackson è apparso sul palco e ha estratto un foglietto leggendo dei ringraziamenti per l'onore ricevuto dichiarando che non si sarebbe mai sognato da bambino di vincere un giorno il premio come "artista del millennio". Inizialmente MTV aveva scritto sul sito ufficiale che l'artista aveva effettivamente vinto il "Millennium Award", ma nel giro di poche ore la pagina venne cancellata dichiarando che si era trattato di un errore e di una gaffe dell'artista e che questi non aveva vinto in realtà nessun premio.
Curiosamente, alla serata vennero consegnati per la prima volta a tutti, incluso a Jackson, dei premi a forma di chiave musicale, creando ulteriore confusione. Jackson in seguito dichiarò di essere stato raggirato da MTV e di aver accettato di fare quella breve apparizione solo perché gli era stato promesso tale premio e che altrimenti non si sarebbe mai portato dietro un biglietto di ringraziamenti e di certo non poteva sapere che alla serata per la prima volta sarebbero stati dati a tutti dei premi a forma di nota musicale, creando ancora più mistero riguardo a quanto effettivamente avvenuto.
Taj Jackson, nipote di Michael Jackson, ha in seguito confermato la versione dello zio.

### Presentatori
- James Brown ha fatto un cameo speciale nello spettacolo goliardico d'apertura di Jimmy Fallon.
- Britney Spears ha presentato il millennium award e ha reso omaggio a Michael Jackson introducendolo a sorpresa sul palco e insieme hanno premiato il miglior video pop.
- James Gandolfini ha introdotto Bruce Springsteen e gli E Street Band.
- Jennifer Love Hewitt ha introdotto Pink.
- Enrique Iglesias e Kylie Minogue hanno presentato il miglior video R&B.
- Antony Kiedies e Brittany murphy hanno presentato l' MTV2
- Linkin Park hanno presentato il miglior video hip hop
- Mary-Kate e Ashley Olsen hanno presentato il video d'esordio.
- Mike Mayers ha introdotto Eminem
- TLC hanno presentato il tributo a Lisa Lopes e insieme a Carson Daly hanno presentato il miglior video di un gruppo
- Jennifer Lopez ha introdotto il sindaco di New York, Rudolph Giuliani e ha introdotto con lui la cantante Sheryl Crow
- Christina Aguilera ha scaldato il palco annunciando il miglior video maschile.
- Lisa Marie Presley e Avril Lavigne hanno annunciato la vittoria di P!nk per il miglior video femminile la quale ha comunicato alla platea di essere "troppo ubriaca" per pronunciare un discorso.
- Brandy ha introdotto Justin Timberlake
- Nelly e Kelly Ousbourne hanno presentato il video dell'anno

### Esibizioni

#### Pre-spettacolo
- Avril Lavigne — "Complicated"/"Sk8er Boi"
- Ludacris (featuring I-20 e Mystikal) — "Rollout (My Business)"/"Move Bitch"

#### Spettacolo principale
- Bruce Springsteen & the E Street Band — "The Rising"
- Pink (cantante) — "Just like a Pill"
- Ja Rule, Ashanti e Nas — "Down 4 U"/"One Mic"
- Shakira — "Objection (Tango)"
- Eminem — "White America"/"Cleanin' Out My Closet"
- P. Diddy (featuring Busta Rhymes, Ginuwine, Pharrell e Usher) — "Bad Boy for Life"/"I Need a Girl (Part One)"/"I Need a Girl (Part Two)"/"Pass the Courvoisier, Part II"
- Sheryl Crow — "Safe and Sound"
- The Hives — "Main Offender"
- The Vines — "Get Free"
- Justin Timberlake (featuring Clipse) — "Like I Love You"
- Guns N' Roses — "Welcome to the Jungle"/"Madagascar"/"Paradise City"

## Vincitori e candidati
I vincitori sono indicati in grassetto.

### Video dell'anno
- Eminem - Without Me
- Linkin Park - In the End
- 'N Sync - Gone
- Nas - One Mic
- P.O.D. - Alive
- The White Stripes - Fell in Love with a Girl

### Miglior video maschile
- Eminem - Without Me
- Craig David - Walking Away
- Elton John - This Train Don't Stop There Anymore
- Enrique Iglesias - Hero
- Nelly - Number One
- Usher - U Got It Bad

### Miglior video femminile
- Pink (cantante) - Get the Party Started
- Britney Spears - I'm a slave 4 u
- Ashanti - Foolish
- Michelle Branch - All You Wanted
- Shakira - Whenever Whenever

### Miglior video di gruppo
- No Doubt (featuring Bounty Killer) - Hey Baby
- Blink-182 - First Date
- Dave Matthews Band - Everyday
- Linkin Park - In the End
- 'N Sync (featuring Nelly) - Girlfriend (Remix)
- P.O.D. - Alive

### Miglior video di un nuovo artista
- Avril Lavigne - Complicated
- Ashanti - Foolish
- B2K - Uh Huh
- John Mayer - No Such Thing
- Puddle of Mudd - Blurry

### Miglior video pop
- No Doubt (featuring Bounty Killer) - Hey Baby
- Michelle Branch - All You Wanted
- 'N Sync (featuring Nelly) - Girlfriend (Remix)
- Pink (cantante) - Get the Party Started
- Shakira - Whenever, Wherever

### Miglior video rock
- Linkin Park - In the End
- Creed - My Sacrifice
- Jimmy Eat World - The Middle
- Korn - Here to Stay
- P.O.D. - Youth of the Nation
- System of a Down - Chop Suey!

### Miglior video R&B
- Mary J. Blige - No More Drama
- Aaliyah - Rock the Boat
- Ashanti - Foolish
- Alicia Keys - A Woman's Worth
- Usher - U Got It Bad

### Miglior video rap
- Eminem - Without Me
- DMX - Who We Be
- Ludacris (featuring Sleepy Brown) - Saturday (Oooh! Ooooh!)
- Nas - One Mic
- P. Diddy (featuring Black Rob e Mark Curry) - Bad Boy for Life

### Miglior video hip-hop
- Jennifer Lopez (featuring Ja Rule) - I'm Real (Murder Remix)
- Busta Rhymes (featuring P. Diddy e Pharrell) - Pass the Courvoisier, Part II
- Missy Elliott (featuring Ludacris e Trina) - One Minute Man
- Fat Joe (featuring Ashanti) - What's Luv?
- Ja Rule (featuring Ashanti) - Always on Time
- OutKast (featuring Killer Mike) - The Whole World

### Miglior video dance
- Pink (cantante) - Get the Party Started
- Dirty Vegas - Days Go By
- Britney Spears - I'm a Slave 4 U
- Kylie Minogue - Can't Get You out of My Head
- Shakira - Whenever, Wherever

### Miglior regia
- Eminem - Without Me (Regista: Joseph Kahn)
- Missy Elliott (featuring Ludacris e Trina) - One Minute Man (Regista: Dave Meyers)

### Miglior fotografia
- Moby - We Are All Made of Stars (Direttore della fotografia: Brad Rushing)
- Missy Elliott (featuring Ludacris e Trina) - One Minute Man (Direttore della fotografia: Karsten "Crash" Gopinath)
- Alicia Keys - A Woman's Worth (Direttore della fotografia: John Perez)
- Shakira - Whenever, Wherever (Direttore della fotografia: Pascal Lebegue)

### Miglior video da un film
- Chad Kroeger (featuring Josey Scott) - Hero (da Spider-Man)
- Ludacris (featuring Nate Dogg) - Area Codes (da Colpo grosso al drago rosso - Rush Hour 2)
- Nelly - Number 1 (da Training Day)
- Will Smith - Black Suits Comin' (Nod Ya Head) (da Men in Black II)

### Miglior regia
- Eminem - Without Me (Regista: Joseph Kahn)
- Missy Elliott (featuring Ludacris e Trina) - One Minute Man (Regista: Dave Meyers)
- Elton John - This Train Don't Stop There Anymore (Regista: David La Chapelle)
- P.O.D. - Alive (Regista: Francis Lawrence)
- Red Hot Chili Peppers - By the Way (Regista: Jonathan Dayton e Valerie Faris)